# Eudoxiu de Hurmuzachi

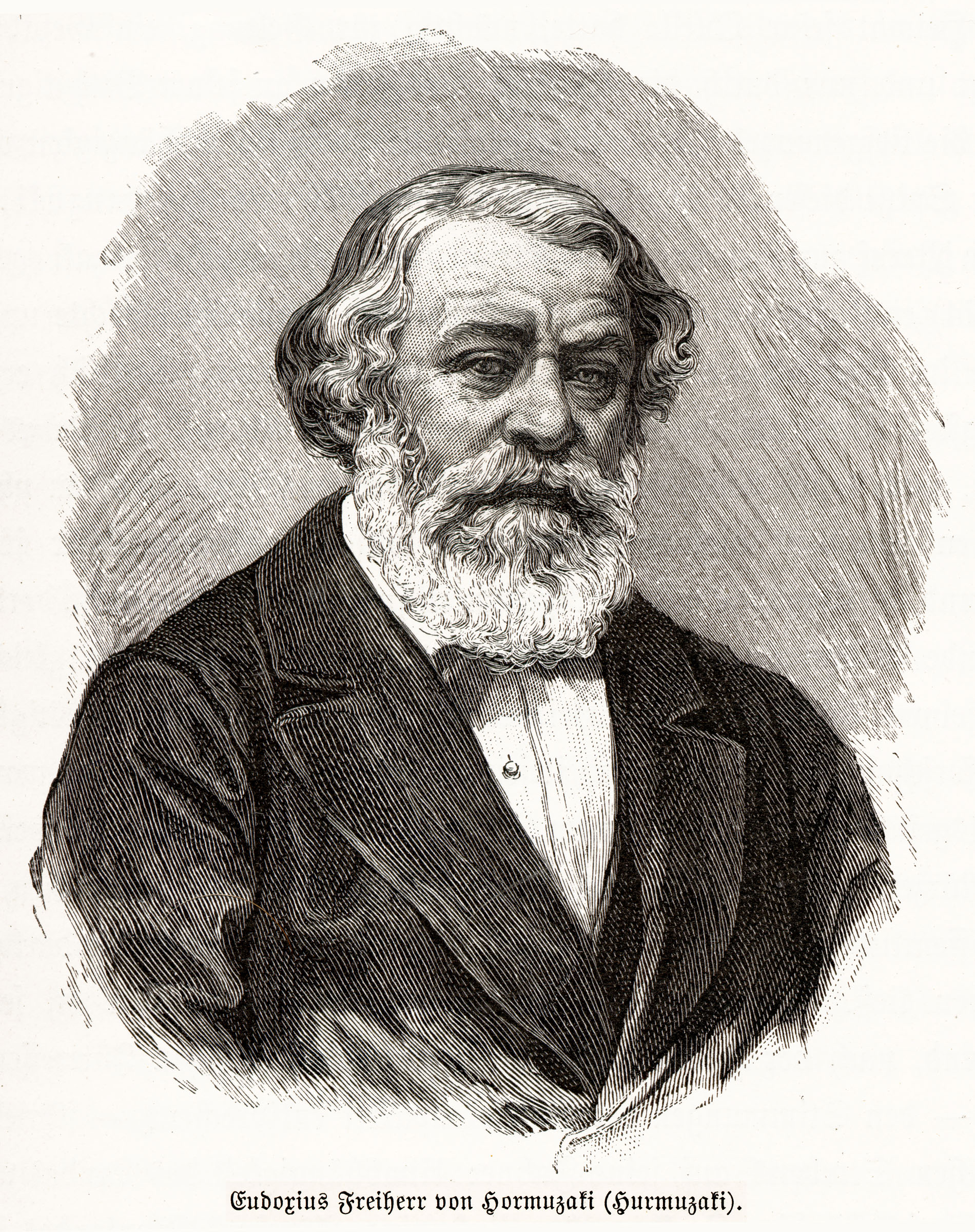
Eudoxiu baron de Hurmuzaki, 1873

Eudoxiu baron de Hurmuzachi (sau Eudoxius Freiherr von Hormuzaki) (n. 29 septembrie 1812, Cernăuca, Cernăuți – d. 29 ianuarie/10 februarie 1874, Cernăuți) a fost un istoric, politician austriac (între altele mareșal al Ducatului Bucovinei) și patriot român, membru al Academiei Române, care a luptat pentru drepturile românilor din Imperiul Habsburgic; a fost, de asemenea, avocat și scriitor.

## Origini

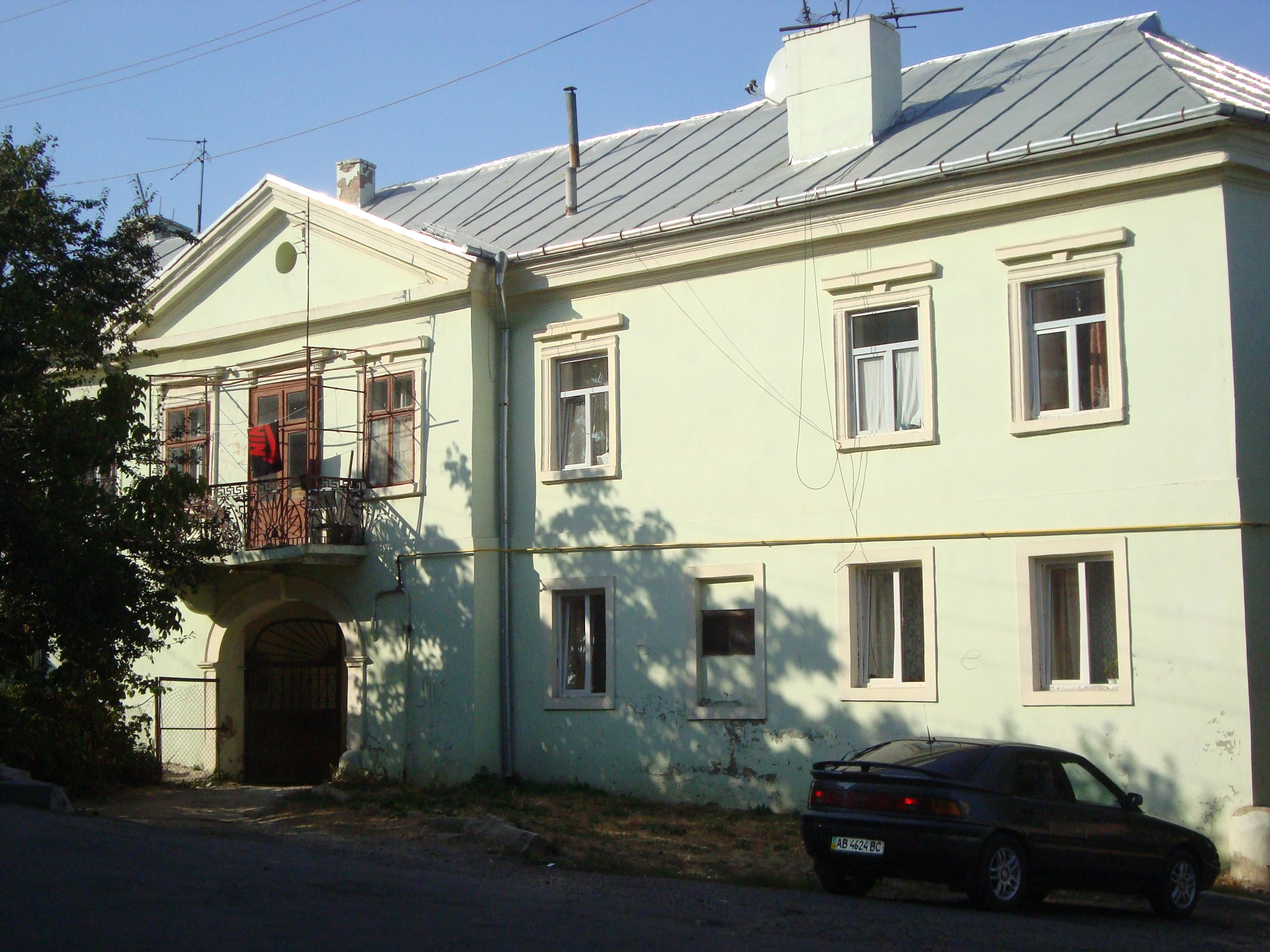
Palatul Hurmuzachi-Logothetti din Cernăuți, locuința lui Eudoxiu Hurmuzachi, azi: (Str. Zankovetskaya colț cu Str. Golovna (Principală)

Hurmuzachi s-a născut într-o veche familie aristocrată (vezi familia Hurmuzachi), ca al doilea fiu al lui Doxachi Hurmuzachi, la domeniul familiei din Cernăuca, Imperiul Austriei (actualmente în Ucraina), în regiunea istorică a Bucovinei. Tatăl său era cunoscut pentru faptul că oferea refugiu liderilor politici români transilvăneni persecutați, intrând în datorii pentru a-i putea ajuta în continuare.

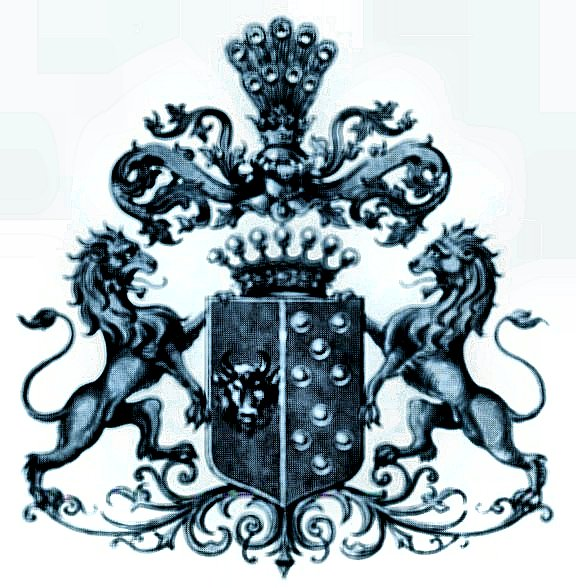
Stema baronului Eudoxiu de Hurmuzachi

## Biografie

Frații Hurmuzachi. În picioare, de la stânga la dreapta: Nicolae, Constantin, Alexandru. Așezați, de la stânga la dreapta: Eudoxiu, Gheorghe.

După absolvirea Liceului în Cernăuți, a studiat în perioada 1830-1836, împreună cu fratele său Constantin Hurmuzaki, la Facultatea de Drept a Universității din Viena.După încheierea studiilor, acesta va demara o serie de cercetări în arhivele statului din Viena, reușind să colecteze un material documentar valoros compus din peste trei mii de acte.
Participă la Revoluția de la 1848, se înscrie în garda națională din Viena, după care se întoarce în Bucovina unde va fi unul dintre susținătorii autonomiei Bucovinei, opunându-se încorporării acestei regiuni în Galiția. La sfârșitul anului 1848, ministrul justiției, baronul Alexander von Bach, l-a chemat la Kremsier ca să ajute la decretarea hotărârilor luate și adoptarea regulamentelor pentru Bucovina cu cunoștințele sale speciale și locale, apoi i-a fost încredințată traducerea codului civil și codului penal din limba germană în limba română. Tot în acest timp a devenit colaborator al ziarului politic „Bucovina” care a contribuit mult în pregătirea unei noi ere pentru această țară. Ziarul a fost publicat în limba română și germană, fiind editat de către frații săi Gheorghe și Alexandru. În anul 1850 a fost numit de către cavalerul Anton von Schmerling, pe atunci ministru al justiției, membru al comisiei pentru elaborarea unui lexicon de terminologie juridică în limba română. El a preluat de asemenea examinarea manualelor românești pentru școlari utilizate în Bucovina, mai departe a tradus câțiva ani edictele și legile imperiale în limba sa maternă. Eudoxiu, a trăit, cu scurte întreruperi, mai mulți ani la Viena, practicând studii istorice privind Bucovina. I-a fost acordată permisiunea de utilizare a arhivelor imperiale, ceea ce a fost și foarte util pentru studiul său de istorie, început în 1851, la universitatea vieneză. Mai târziu a călătorit mereu între capitală și Cernăuți.
Petiția către împăratul Austriei pentru transformarea provinciei galițiene Bucovina într-un ducat a coroanei cu acest nume, a fost susținută și subscrisă de mulți respectați români bucovineni, între ei și Eudoxiu, împreună cu frații săi Alexandru, Constantin, Gheorghe și Nicolae. Petiția a fost formulată și postulată de Iordachi Wassilko de Serecki, în 1849, în „Promemoria [memorand] privind  petiția  țării  (landului)  Bucovinei  din anul 1848”/„Promemoria zur Bukowiner Landespetition vom Jahre 1848“, scrisă în limba germană și română. Cererea a fost conformată, dar pusă în aplicare de abia în 1861. A susținut de asemenea și unirea Principatelor Române.
În 1861, Eudoxiu a fost ales  deputat în Dieta Bucovinei pentru județul Câmpulung Moldovenesc-Solca. La 8 februarie 1862, el a fost numit adjunct al mareșalului Bucovinei Eugenie Hacman de către împăratul Franz Joseph I, și după demisia lui, pe data de 5 decembrie 1862, a devenit noul căpitan al țării. Politicianul a deținut această funcție cu zel și devotament față de interesele familiei imperiale austriece, Imperiul Austriac și Ducatul până în 1870. De asemenea, politicianul a fost ales pentru legislatura a II-a deputat în Consiliului Imperial (Reichsrat), dar a putut fi  învestit, din cauza unei pneumonie suferite, de abia pe 23 septembrie 1867.
Prin rezultatul alegerilor pentru parlamentul  Bucovinei din 1870, Partidul Federalist Român a câștigat majoritatea mandatelor deputaților, și  prin urmare, Alexandru baron Wassilko de Serecki a fost ales nou mareșal, la 16 august 1870. Colapsul cabinetului lui Alfred conte Potocki la Viena a provocat schimbări în raportul de forțe în parlament și, pe 16 decembrie 1871, Eudoxiu a fost din nou numit căpitan al ducatului. Această funcție a îndeplinit-o până la moartea sa în 1874. Hurmuzachi, adept al liberalismului, a fost mai favorabil unei viziuni centraliste a Imperiului Austro-Ungar, susținând alinierea legislației Bucovinei cu cea de la Viena. Acest fapt l-a adus în conflict cu Alexandru Petrino, liderul grupării federaliste (la care a aderat și fratele său, Gheorghe de Hurmuzachi), care favoriza o viziune mai autonomistă față de Viena. Din gruparea lui Eudoxiu de Hurmuzachi făcea parte și tânărul Constantin Tomașciuc, care va deveni primul rector al Universității din Cernăuți, considerat unul dintre cei mai mari oratori ai Imperiului Austro-Ungar.
Hurmuzaki s-a simțit foarte onorat pentru primirea sa în Academia Română la București, pe 2 august 1872.
Cu data atribuirii, pe 6 mai 1872 și diplomei de la Viena din 20 februarie 1873, în conformitate cu cea mai înaltă rezoluție al împăratului Franz Joseph I al Austriei, i-a fost acordat titlul personal de baron, ca semn de recunoaștere a serviciilor sale pentru imperiu și țară precum ca urmare a nobilimii vechi a familiei sale.
Istoricul ucrainean Ivan Snigur îl consideră pe Hurmuzachi "un anti-ucrainean și unul dintre fondatorii pseudo-istoriei șovine românești" (conform teoriei ucrainene, românii au fost mereu minoritari în Bucovina. Acest lucru a fost demontat atât de recensămintele din România Mare - considerate de ucraineni ca fiind fraudate -, cât și de cele din Imperiul Austro-Ungar).

## Epilog
Baronul a avut o fată, Eufrosina (mama lui Dimitrie Petrino). Ultimul mareșal al Bucovinei a fost nepotul lui de frate, Alexandru baron de Hurmuzaki. În calitate de cetățean și demnitar al Imperiului Austro-Ungar, Eudoxiu a luptat mereu pentru drepturile românilor din tot imperiul, în special pentru cei din Bucovina, devenind așa împreună cu frații săi, una dintre figurile importante ale renașterii naționale românești. Pentru această atitudine compatrioții săi de ieri și astăzi au fost și sunt foarte recunoscători. Deja în 1860, drept recunoștință, oamenii din Câmpulung i-au ridicat o movilă de piatră, numind-o „Movila lui Hurmuzachi”. În zilele noastre, numeroase instituții  poartă numele acestui mare român: Multe școli, de exemplu, celebrul „Obergymnasium” din timpurile imperiale în Rădăuți,  sau „Institutul Eudoxiu Hurmuzachi pentru Românii de pretutindeni” afiliat Ministerului Afacerilor Externe. Dar, de asemenea, o mulțime de străzi și piețe, răspândite peste tot în România, sunt denumite după el. Este înmormântat în cimitirul ortodox român din Cernăuți.
În 1934, conducerea Liceului „Eudoxiu Hurmuzachi” din Rădăuți, a așezat pe crucea monumentală de la mormântul cărturarului bucovinean cuvintele: „Aici odihnește Eudoxiu Hurmuzachi. Liberatorul Bucovinei și marele istoric român”.

## Opere
El a scris un total de unsprezece cărți științifice și istorice, între ele cele cinci volume faimoase „Documente privitoare la Istoria Românilor”. În ceea ce privește, lucrarea amplă privind istoria românilor, aceasta a rămas neterminată, relatarea evenimentelor oprindu-se la anul 1782. În ceea ce privește această lucrare de proporții, relatarea cronologică a evenimentelor predomină în detrimentul interpretărilor. Guvernul regal român a considerat că ar fi datoria sa să publice aceste cinci volume, plătite cu bani publici. A explorat cu minuțiozitate arhivele vieneze de unde a cules documentele care au stat la baza Colecției Hurmuzaki.